# Metaplastes
Metaplastes is een geslacht van rechtvleugeligen uit de familie sabelsprinkhanen (Tettigoniidae). De wetenschappelijke naam van dit geslacht is voor het eerst geldig gepubliceerd in 1939 door Ramme.

## Soorten
Het geslacht Metaplastes omvat de volgende soorten:
- Metaplastes ippolitoi La Greca, 1949
- Metaplastes oertzeni Brunner von Wattenwyl, 1891
- Metaplastes ornatus Ramme, 1931
- Metaplastes pulchripennis Costa, 1863